# Pierre Gamarra
Pierre Gamarra (ur. 10 lipca 1919 w Tuluzie, zm. 20 maja 2009 w Argenteuil) – pisarz francuski.

## Życiorys
Pierre Gamarra miał korzenie baskijskie i langwedockie (południowo - zachodnia Francja). Był nauczycielem, później dziennikarzem by zostać następnie pisarzem, poetą i krytykiem. Był również autorem esejów i sztuk teatralnych. Jego dzieła dla dzieci i młodzieży (opowiadania, sztuki i wiersze) są często lekturą szkolną.
W 1948 roku w Lozannie odebrał Międzynarodową Nagrodę im. Charlesa Veillona za książkę La Maison de feu (Płomienny dom).
W 1951 roku zostaje redaktorem w czasopiśmie literackim Europe, którego dyrektorem jest Pierre Abraham, a od 1974 roku zostaje dyrektorem czasopisma.
Pierre Gamarra należy do bardziej interesujących francuskich autorów prozy oraz poezji dla dzieci. Z jego bajek oraz wierszy najbardziej znana dzieciom jest książka Mon cartable (Mój tornister).
W swoich dziełach Pierre Gamarra potrafił stworzyć atmosferę napięcia (L’Assassin a le Prix Goncourt, Capitaine Printemps).
W 1955 roku ukazało się jedno z najbardziej znanych dzieł pisarza, Le Maître d’école które opowiada historię Simona Sermet, nauczyciela laickiego w regionie południowo – langwedockim.
Jest również autorem trylogii o Tuluzie : Les Mystères de Toulouse, L’Or et le Sang, 72 soleils.
W 1973 roku powstała trzyczęściowa adaptacja telewizyjna jego powieści Les Coqs de minuit.
W 1985 roku Pierre Gamarra otrzymał Nagrodę Literacką za Le Fleuve palimpseste.
Mówi się o nim, że był « pisarzem langwedockim piszącym po francusku ». Jego dorobek jest bardzo ważny. Oprócz tego, przez ponad 50 lat, tworzył kronikę literacką, którą sam stworzył "La Machine à écrire" (maszyna do pisania) w czasopiśmie Europe.

## Wydania w Polsce
- Domy nad Garonną, 1952
- Do widzenia, Asturio! 1961
- Tajemnica rzeki Mrówki, 1964
- Nagroda dla mordercy, 1965
- Zaczarowane wyrazy, 1966
- Płomienny dom, 1973